# Castelló de Farfanya
Castelló de Farfanya település Spanyolországban, Lleida tartományban. Castelló de Farfanya Balaguer, Os de Balaguer, Algerri, Menàrguens és Albesa községekkel határos. Lakosainak száma 544 fő (2024).

## Népesség
A település népessége az utóbbi években az alábbiak szerint változott:
| Lakosok száma | 426  | 1572 | 1238 | 986  | 627  | 588  | 572  | 565  | 536  | 544  |
|               | 1717 | 1887 | 1936 | 1960 | 1986 | 2004 | 2009 | 2014 | 2019 | 2024 |